# Nicolas Careca
Nicolas Morês da Cruz, meglio noto come Nicolas Careca (Brasilia, 18 maggio 1997), è un calciatore brasiliano, attaccante del Coritiba.

## Carriera
Cresciuto nel settore giovanile del Grêmio, ha esordito in prima squadra il 25 ottobre 2014, a soli 17 anni, nel pareggio esterno ottenuto contro il Coritiba. Il 17 luglio 2017 passa in prestito alla Figueirense; il 16 gennaio 2018 si trasferisce sempre a titolo temporaneo all’Oeste.
Il 1º agosto seguente viene ceduto, con la stessa formula, al Vorskla.

## Statistiche

### Presenze e reti nei club
Statistiche aggiornate al 9 novembre 2018.
| Stagione        | Squadra         | Campionato      | Campionato | Campionato | Coppe nazionali | Coppe nazionali | Coppe nazionali | Coppe continentali | Coppe continentali | Coppe continentali | Altre coppe | Altre coppe | Altre coppe | Totale | Totale |
| Stagione        | Squadra         | Comp            | Pres       | Reti       | Comp            | Pres            | Reti            | Comp               | Pres               | Reti               | Comp        | Pres        | Reti        | Pres   | Reti   |
| --------------- | --------------- | --------------- | ---------- | ---------- | --------------- | --------------- | --------------- | ------------------ | ------------------ | ------------------ | ----------- | ----------- | ----------- | ------ | ------ |
| 2014            | Grêmio          | A               | 1          | 0          | CB              | -               | -               | CL                 | -                  | -                  | -           | -           | -           | 1      | 0      |
| gen.-lug. 2017  | Grêmio          | A               | 2          | 0          | CB              | 0               | 0               | CL                 | 0                  | 0                  | -           | -           | -           | 2      | 0      |
| Totale Grêmio   | Totale Grêmio   | Totale Grêmio   | 3          | 0          |                 | 0               | 0               |                    | 0                  | 0                  |             | -           | -           | 3      | 0      |
| lug.-dic. 2017  | Figueirense     | B               | 5          | 1          | CB              | -               | -               | -                  | -                  | -                  | -           | -           | -           | 5      | 1      |
| gen.-ago. 2018  | Oeste           | B+A2/SP         | 6+12       | 0+1        | CB              | 2               | 0               | -                  | -                  | -                  | -           | -           | -           | 20     | 1      |
| 2018-2019       | Vorskla         | PL              | 12         | 1          | KU              | 1               | 1               | UEL                | 3                  | 0                  | -           | -           | -           | 16     | 2      |
| Totale carriera | Totale carriera | Totale carriera | 38         | 3          |                 | 3               | 1               |                    | 3                  | 0                  |             | -           | -           | 44     | 4      |

## Palmarès

### Club

#### Competizioni nazionali
- Segunda Liga: 1

Estoril Praia: 2020-2021
- K League 2: 1

FC Anyang: 2024